# Micropsectra chuzeprima
Micropsectra chuzeprima е насекомо от разред Двукрили (Diptera), семейство Хирономидни (Chironomidae).